# Trachelipus croaticus
Trachelipus croaticus is een pissebed uit de familie Trachelipodidae. De wetenschappelijke naam van de soort is voor het eerst geldig gepubliceerd in 1967 door Mladen S. Karaman.